# Sultan Hatun (manželka Bajezida I.)
Sultan Hatun byla turecká princezna, dcera Sulejmana Šáha Beye, vládce provincie Germiyanid. V dospělosti se stala manželkou osmanského sultána Bajezida I.

## Rodina
Sultan Hatun byla dcerou anatolského prince Sulejmana. Její matka Mutahhara Hatun, často zvaná Abide (zbožňovaná), byla vnučkou Džaláleddín Balchí Rúmího, zakladatele súfismu. Měla také dva bratry - Ilyase a Hizira. 

## Manželství
V roce 1378 vyslal Sulejman Šáh vyslance k sultánu Muradovi I., kde nabízel svou dceru Sultan Hatun jako manželku korunnímu princi Bajezidovi. Přál si tak ochránit své území a udržet svou moc. Murad souhlasil a získal tak většinu knížectví. 
Kronikáři zaznamenali především bohatý svatební obřad. Zúčastnila se jej většina vyslanců důležitých vládců, včetně vyslance mamlúckého sultána. 
Během svatební hostiny se vyslanec Hüseyin Bey, vládce Hamidiliho knížectví, nabídl, že prodá svůj beylik Muradovi. 